# 旧塩屋出店
旧塩屋出店（きゅうしおやでみせ）は鳥取県八頭郡智頭町の智頭宿にある歴史的建造物。

## 概要
石谷家の分家として再建された戦前の建造物で、商家風町家と西洋館、和風庭園、塀で構成される。商家風町家は1897年頃に建設されたものであるが、2階は階高が低く船底天井になっているなど1870年代の町家の様式で造られている。 1階は書院造で、和風庭園に面した座敷は「喫茶・お食事処 海彦山彦」として活用されている。和風庭園にある1930年頃築の西洋館は四代目当主・石谷愛蔵の嫡子の結核療養施設として建設され、死後、キリスト教の教会として使用されていたこともある。
現在は智頭町出身で「伊豆の踊子」や「絶唱」、「一杯のかけそば」などを監督した映画監督・西河克己の記念館（西河克己映画記念館）として公開されている。
2棟の建物はそれぞれが国の登録有形文化財である。

## 利用情報
- 開館時間 - 午前9時～午後5時
- 休館日 - 水曜日
- 入館料 - 無料

(石谷家は10時～、定休日は同じく水曜日)

## 所在地
〒689-1402 鳥取県八頭郡智頭町智頭545

## 交通アクセス
- 智頭急行またはJR因美線、 智頭駅 徒歩10分